# داستان گنجی (فیلم ۱۹۸۷)
داستان گنجی (انگلیسی: The Tale of Genji) اقتباسی از انیمیشنی در سال ۱۹۸۷ از داستان گنجی به کارگردانی گیسابورو سوگییی است. در این فیلم میوری کازاما در نقش هیکارو گنجی بازی می‌کند.

## طرح
این فیلم با اقتباس از عناصر یک سوم اول داستان گنجی، زندگی هیکارو گنجی را در دربار امپراتوری دوره هی‌آن به تصویر می‌کشد.